# Frue Plads

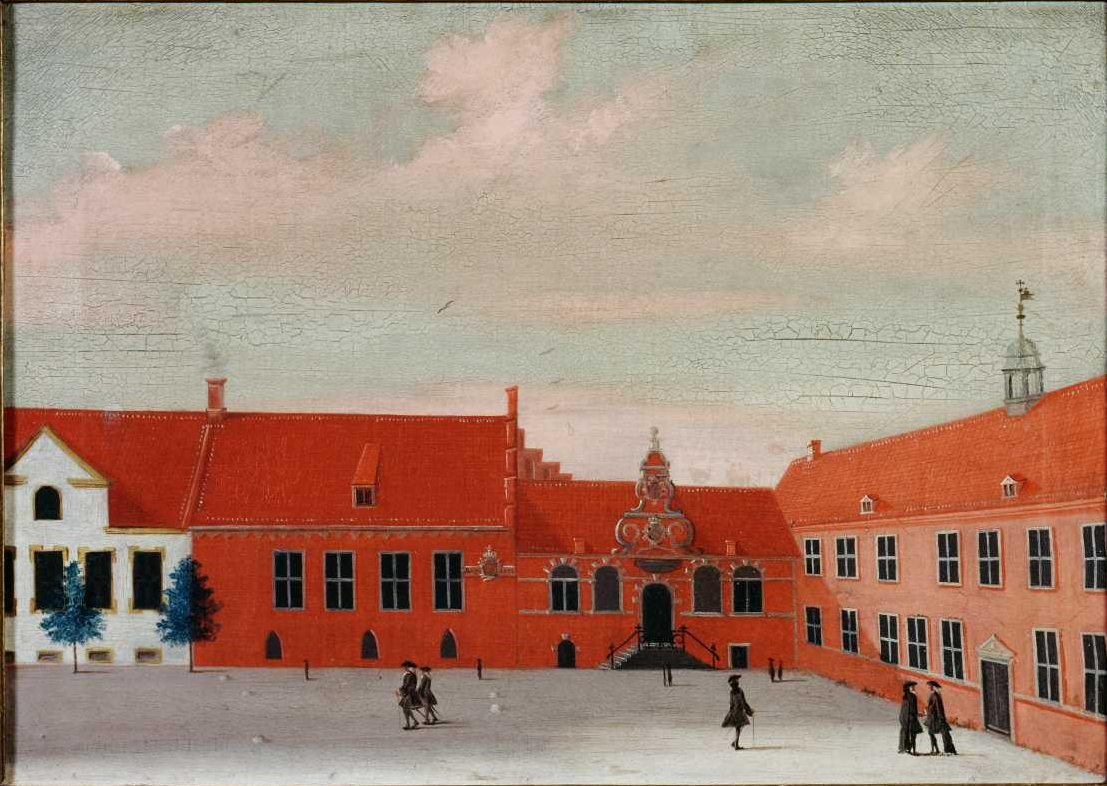
Den gamla Frue Plads, Konsistoriebyggnaden och Professorshuset på en målning av Johannes Rach, 1749.

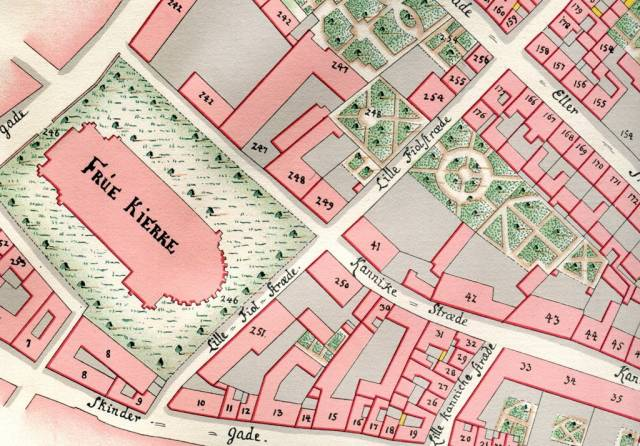
Frue Plads på Christian Geddes Köpenhamnskartor från 1757.

Frue Plads är ett torg i Indre By i Köpenhamn. Det ligger omedelbart norr om Vor Frue Kirke och avgränsas i övrigt av Köpenhamns universitets huvudbyggnad, Nørregade och Fiolstræde.

## Historik
Under medeltiden var Frue Plads lokaliserat något längre norrut, medan platsen för nuvarande Frue Plads var kyrkogård. Ett nytt biskopsresidens för Roskilde stifts biskop byggdes på nordsidan av torget 1420. Efter reformationen övertog Köpenhamns universitet denna byggnad.
År 1644 tog professor Simon Paulli initiativ till att konvertera en av universitetets byggnader som vette mot Vor Frue Kirkes kyrkogård till den anatomiska teatern Domus Anatomica. Denna byggnad totalförstördes i Köpenhamns brand 1728 och ersattes senare av Theatrum anatomico-chirurgicum på Købmagergade.
Det brittiska bombardemanget av Köpenhamn 1807 orsakade svåra skador i området. Universitetets huvudbyggnad brann ned, liksom professorsbostäderna och Vor Frue Kirke. Efteråt fattades beslut om att inte återställa kyrkogården, utan att i stället anlägga en ny Frue Plads på dess ställe. Arkitekt C.F. Hansen fick i uppdrag att, utöver Vor Frue Kirke, rita det nya torget samt ett nytt hus för Vor Frue Skole, senare Metropolitanskolen, på Fiolstræde vid torgets östra sida. 
Danmarks ekonomi blev svårt ansträngd av kriget med England, som även ledde till att många offentliga byggnader måste återuppföras. Universitetet fick därför temporärt använda Regensen och ett antal andra byggnader runt om i staden i avvaktan på en återuppbyggnad. År 1819 fick Peder Malling i uppdrag att rita en ny universitetsbyggnad, men hans förslag ansågs 1822 vara för dyrt att genomföra. Efter en nedbantning antogs ritningar 1829.

## Byggnader
Peder Mallings huvudbyggnad för Köpenhamns universitet är ritad i nygotisk stil. Bredvid denna finns de södra gavlarna på Konsistoriehuset på Nørregade och Köpenhamns universitetsbibliotek på Fiolstræde. Konsistoriehuset var en av de få byggnader som överlevde bombardemanget av Köpenhamn 1807. Universitetsbiblioteket, ritat av Johan Daniel Herholdt, invigdes 1861.
Den tidigare Metropolitanskolen på Fiolstræde vid torget östra sida är en enkel byggnad i nyklassicistisk stil av C.F. Hansen. Vid den västra sidan av torget, på Nørregade, ligger Köpenhamns biskops residens Bispegården.

## Skulpturer
Framför universitetsbyggnaden är utplacerade en rad byster, som avbildar kända studerande:
- Vilhelm Thomsen, lingvist, av Ludvig Brandstrup, 1921
- Johan Nicolai Madvig, lingvist, av Vilhelm Bissen, 1874
- Henrik Nicolai Clausen, teolog, av Vilhelm Bissen, 1858
- Joakim Frederik Schouw, botaniker, av Vilhelm Bissen, 1851
- Japetus Steenstrup, zoolog, av Vilhelm Bissen, 1866
- Niels Bohr, fysiker, av Jørgen Gudmundsen-Holmgreen (1895–1966), 1957

Längs södra sidan av torget finns ytterligare fyra byster:
- Christoph Ernst Friedrich Weyse, kompositör
- Hans Lassen Martensen, biskop
- Jacob Peter Mynster, biskop
- Inge Lehmann, seismolog och geofysiker, av Elisabeth Toubro (född 1956), 2017[1]

## Bilder

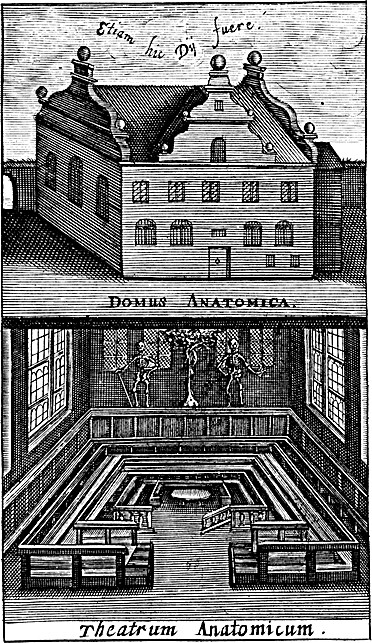
Domus Anatomica avbildad i Thomas Bartholins Cista medica Hafniensis från 1662.
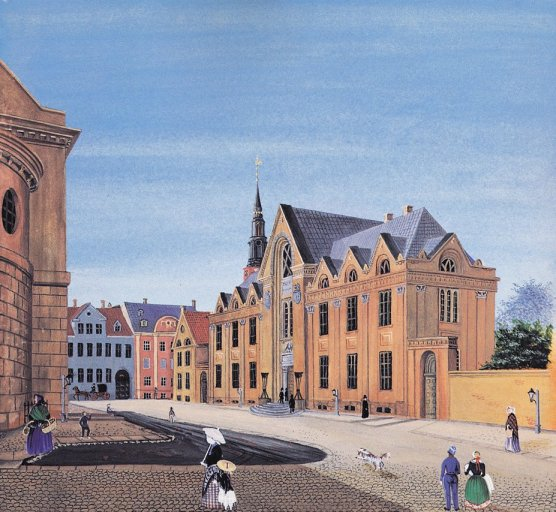
En gouache som avbildar Köpenhamnsuniversitets huvudbyggnad 1860.
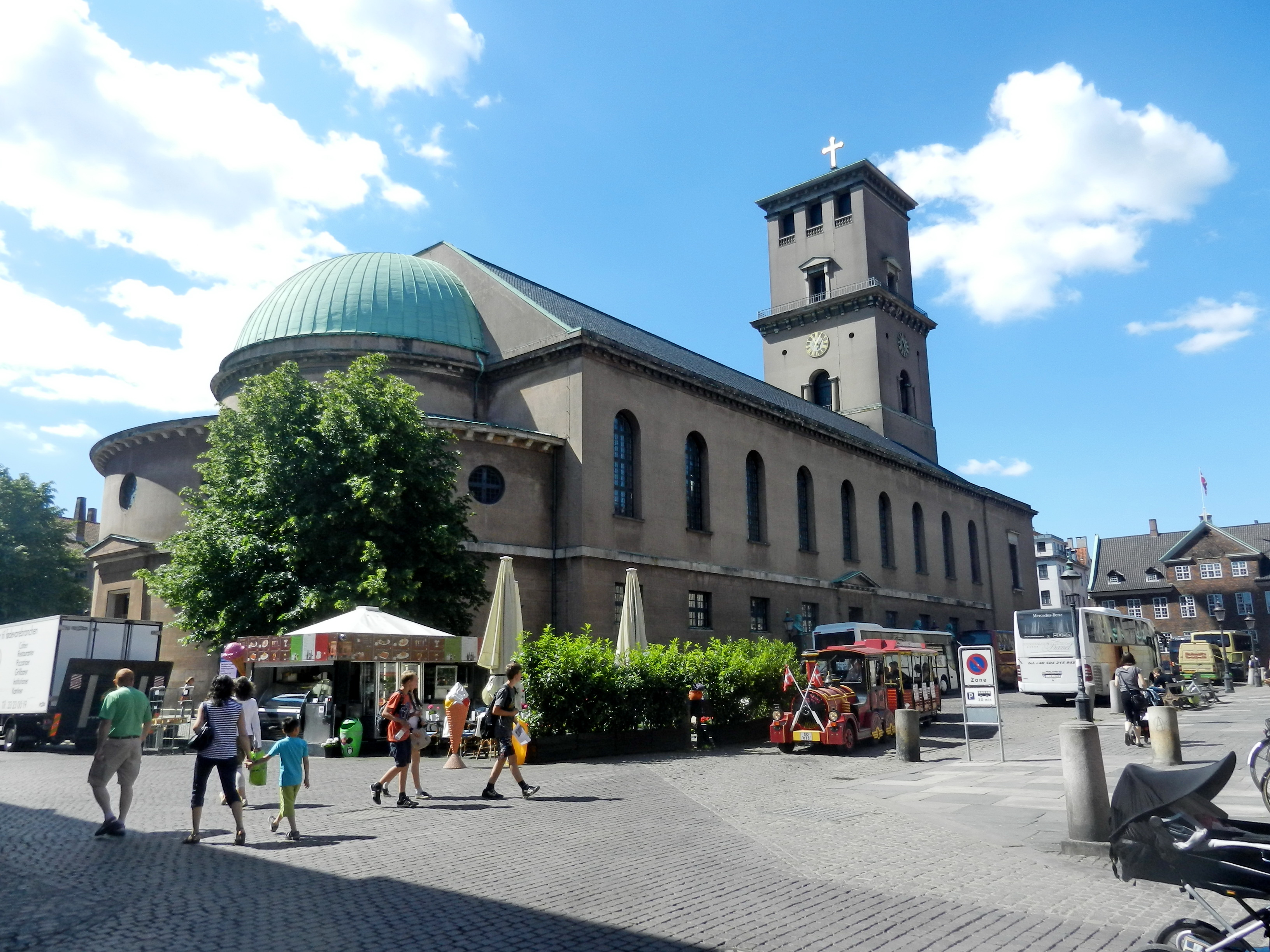
Vor Frue Kirke sedd från Fiolstræde.
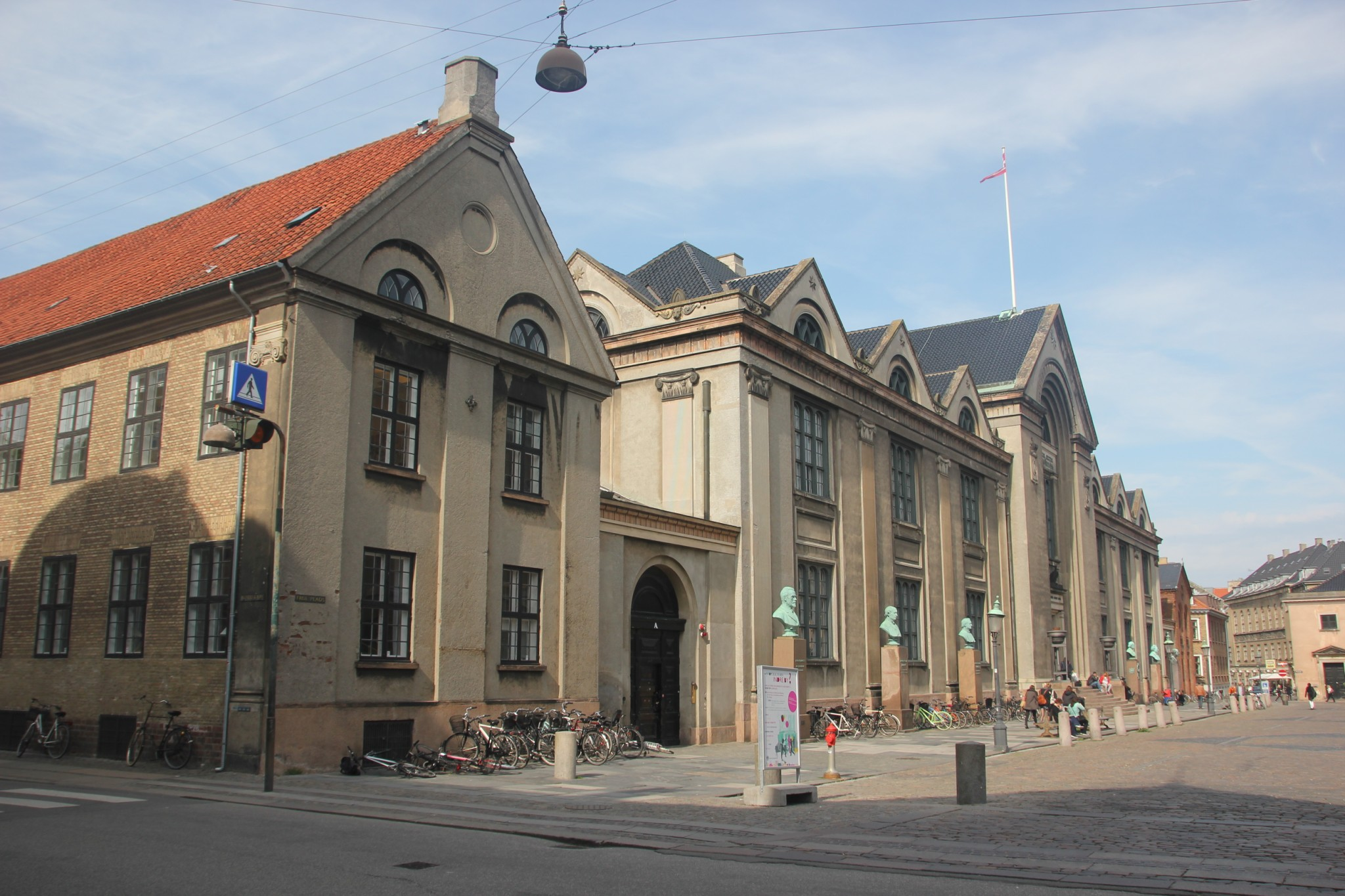
Köpenhamns universitets huvudbyggnad sedd från Nørregade.
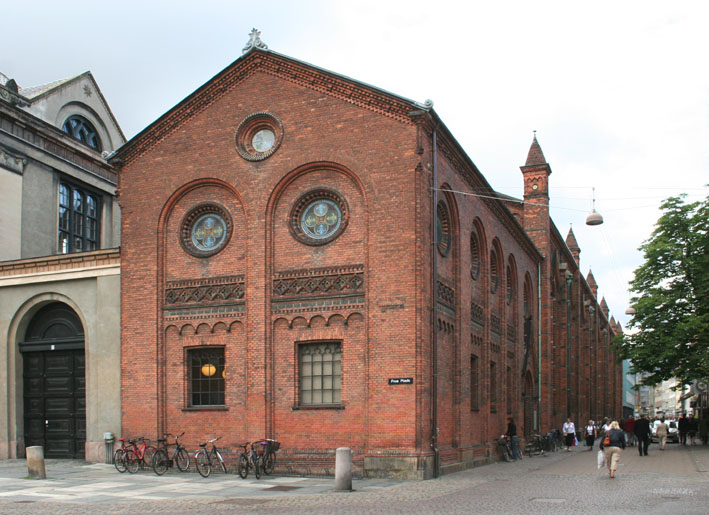
Universitetsbiblioteket vid Fiolstræde.
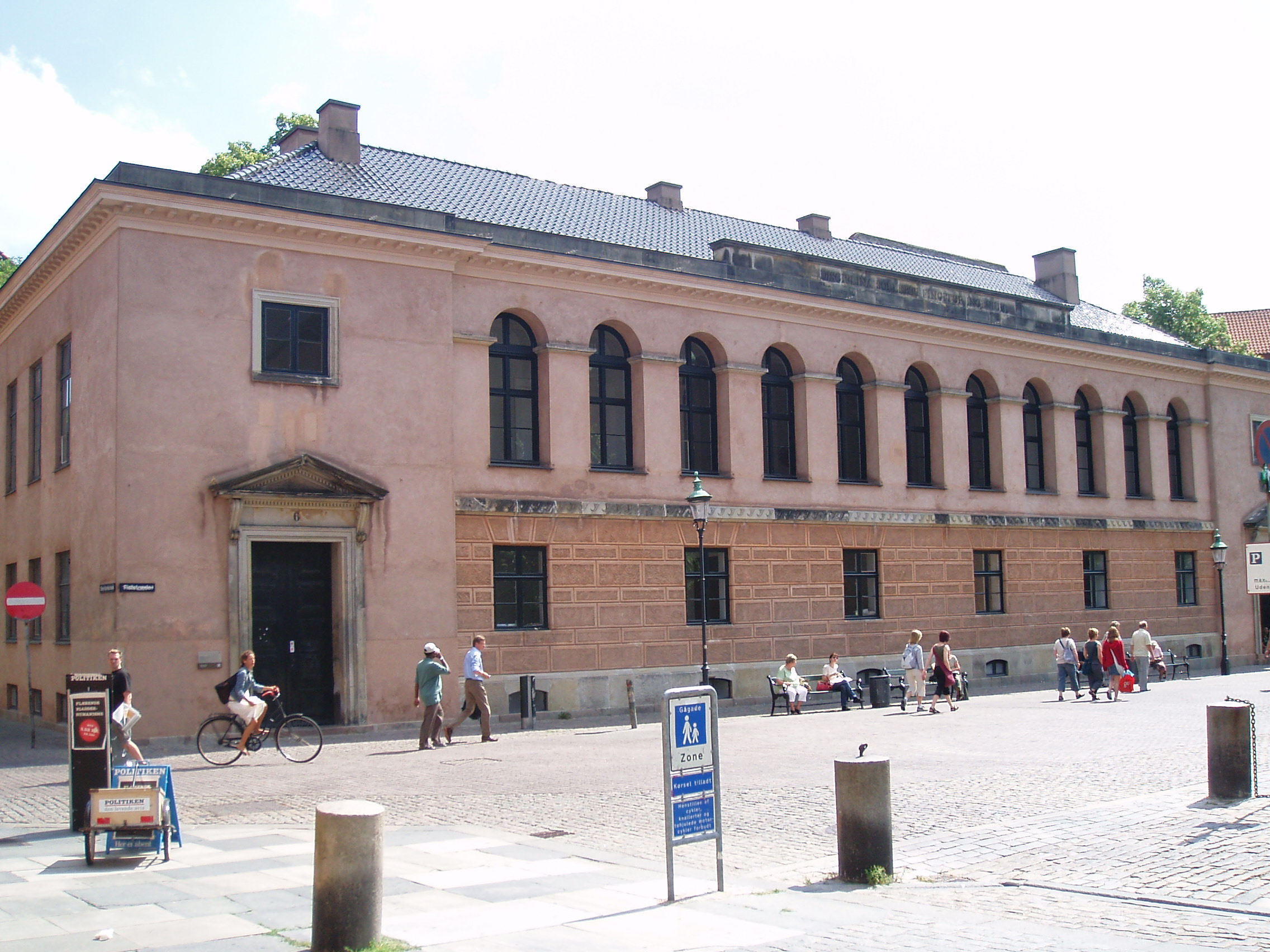
Metropolitanannexet, tidigare Metropolitanskolen.
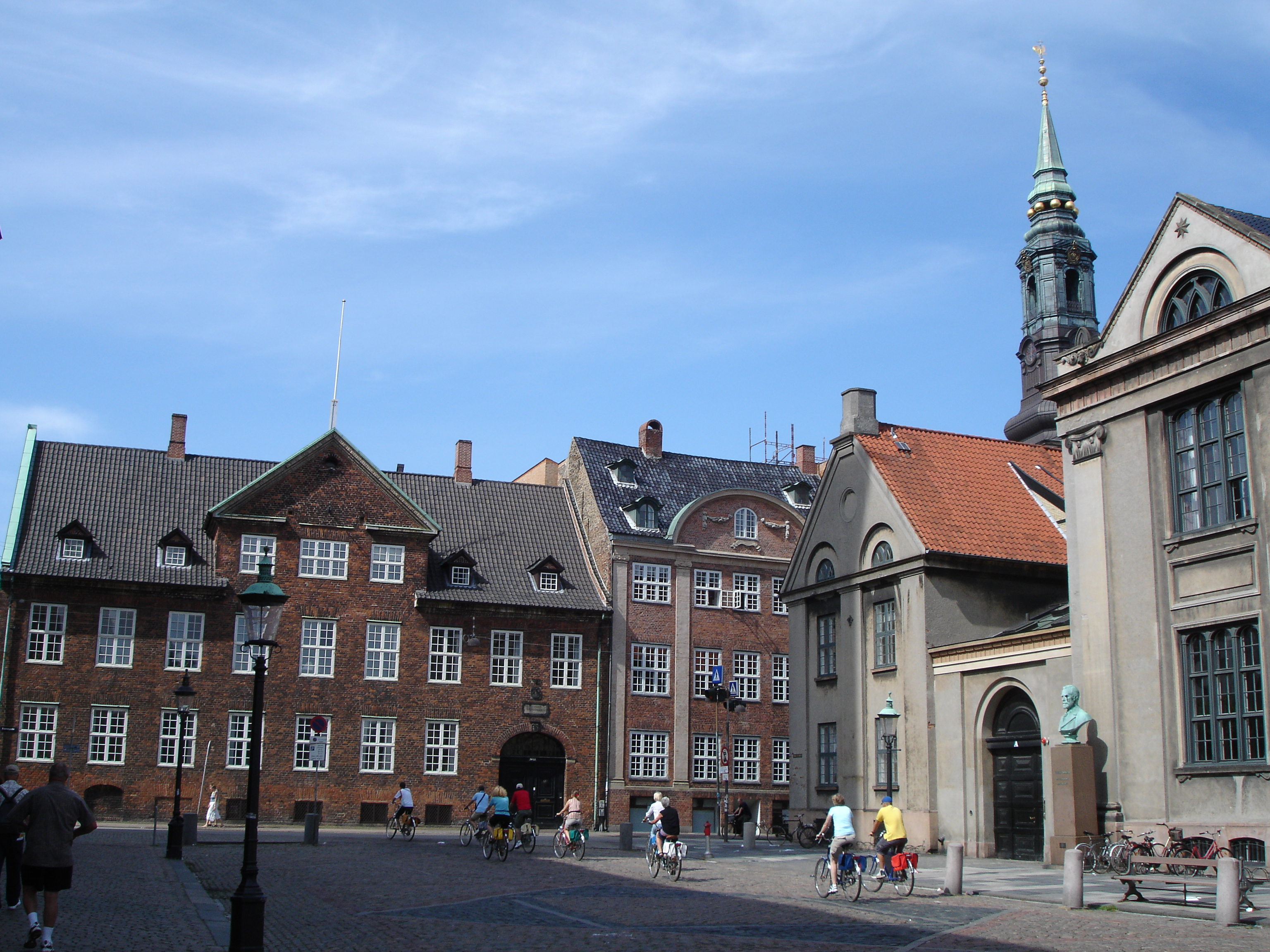
Bispegården.